# Белое озеро (Вологодская область)
Бе́лое — озеро в Вологодской области России. Относится к бассейну Шекснинского водохранилища.
Площадь Белого озера составляет 1290 км², объём — 5,2 км³. Высота над уровнем моря — 113 м. Средняя глубина — 4,1 м, наибольшая — 20 м. В озеро впадает 17 рек, а вытекает река Шексна. Площадь водосбора — 14 000 км². Прозрачность — 0,4—1,5 м.

## Этимология
В настоящее время считается, что название озера является буквальным переводом с вепсского языка. Вепсы называют его Vaugedjärv, или Valged jär’v' (краткие диалектные формы — Valgär', Vaugär', Volgdar', Vouktar, Vaagar'), то есть «Белое озеро». Отсюда же современное финское географическое наименование озера Valkeajärvi (или Valketjärvi). В Географическом словаре Российского государства Афанасия Щекатова появление названия озера объясняется так: «Оно (Белоозеро) довольно глубоко, имеет чистую воду и каменистое, по большей части глинистое дно. Сия глина, будучи бела и весьма мелка, перемутясь во время погоды с озерной водой, даёт ей белый цвет».

## Физико-географическая характеристика

### Геоморфология
Белое озеро имеет гляциотектоническое происхождение, сформировалось вследствие гляциоизостатических движений

### Берега, рельеф дна и гидрография озера
Берега Белого озера пологие и практически не имеют бухт и заливов, грунты илисто-песчаные. Озеро имеет округлую форму, длина озера — 43 километра, а ширина до 32 километров. Усредненная глубина озера — 5-7 метров, существует некоторые ямы до 15 метров. У берегов очень мелководно, в некоторых местах на километр глубина не превышает 1 метр.
Современный гидрологический режим озера сформировался после реконструкции Крохинской плотины в 1963—1964 годах, когда Белое озеро вместе с рекой Шексной стало составной частью Шекснинского (Череповецкого) водохранилища. В результате произошло резкое изменение морфометрических параметров и гидрологического режима озера: площадь Белого озера увеличилась с 1126 до 1284 квадратных километров, средний уровень воды повысился с 2,2 до 4,1 метра, объём водной массы — с 2,8 до 5,0 кубического километра, а прозрачность снизилась в 1,7 раза.
После искусственного подпора вод в районе впадения основных притоков озера — Ковжи и Кемы — образовался Ковжинский разлив.
Климат Белозерья складывается под воздействием воздушных масс различного происхождения — морских, формируемых над северной частью Атлантического океана и арктическими морями и континентальных. Бассейн озера пересекают практически все основные траектории циклонов, движущихся с севера, запада и юга; в то же время здесь сходятся и пути антициклонов, приходящих из Исландии, Скандинавии и Карского моря. Географическое положение озера способствует развитию повышенной скорости ветра над ним. На Белом озере ветры чрезвычайно сильные и затяжные, особенно в осеннее время. С этими ветровыми условиями связаны повышенная опасность плавания по озеру и частые кораблекрушения в период парусного флота. Число штормовых дней в период навигации может достигать 100, а за год и 170.
Период положительных температур составляет около семи месяцев. Самая теплая часть лета, со средней суточной температурой воздуха выше 15 °C, продолжается около 50—70 дней — со второй декады июня по вторую декаду августа. Максимальная температура воздуха может достигать в исключительных случаях 38 °C, а минимальная — 50 °C.
Осадков выпадает довольно много — среднее годовое количество 650 миллиметров, причем 420 миллиметров из них выпадает в тёплое время года. Для прилегающей территории характерно заметное превышение количества выпадающих осадков над объёмом испаряющейся воды. Число дождливых дней порой составляет 200 в, год. Снежный покров к концу зимы достигает высоты 40—60 сантиметров. Летом обычно выпадают ливневые дожди, а осенью — продолжительные обложные. В дождливые годы осадков может выпадать в 1,5 раза больше нормы. В маловодные годы, наоборот, осадков может выпадать в 2 раза меньше нормы. В прошлом в засушливые годы сток из озера полностью прекращался, обнажалась мель в истоке Шексны и озеро временно становилось бессточным.

### Бассейн
Общее количество рек и ручьёв, впадающих в Белое озеро более 60, причем в многоводные годы их бывает ещё больше. Некоторые ручьи и малые речки к концу лета пересыхают.
Основные притоки: Водоба, Кема, Киснемка, Киуй, Ковжа, Куность, Кустовка, Мегра, Мондома, Муньга, Слободка, Солмас, Сорка, Ухтомка, Чалекса, Шола, Юрьевка. Из впадающих в озеро рек судоходна только Ковжа, являющаяся составной частью Волго-Балтийского судоходного пути.
Вытекает одна река — Шексна, впадающая в Волгу. Таким образом, озеро относится к бассейну Каспийского моря.

## Хозяйственное значение
Территория Белого озера освоена человеком уже давно. Первые летописные сведения о Белоозере относятся к IX веку.
Белое озеро находится на пересечении важнейших водных путей России. Через озеро проходил древний вытегорско-белозёрский водный путь. В начале XIX века озеро стало составной частью Мариинской водной системы. В XX веке через Белое озеро прошёл Волго-Балтийский водный путь, унаследовавший трассу Мариинской водной системы.
В озеро стекают сточные воды предприятий сельского и коммунального хозяйства и деревообрабатывающей промышленности. Основные локальные источники загрязнения расположены в Белозерске и Липином Бору. Озеро также используется для водоснабжения лежащих на его берегах населённых пунктов.

## Экологические проблемы
Интенсивное судоходство приводит к значительному повышению мутности воды, служит причиной сильного загрязнения воды и грунтов озера нефтепродуктами в результате сброса бытовых вод и утечек топлива. Большой урон экосистеме озера приносят проводимые ежегодно работы по углублению судоходных участков озера, которые способствуют размытию донных отложений с повышенным содержанием меди и попаданию мелкой глинистой взвеси в воду. Это, как и поступление меди с водосбора, повышает валовое содержание меди в Белом озере.
Высокая заселённость берегов и развитие сельского хозяйства на территории озёрного водосбора служат причиной попадания в воду загрязняющих веществ: нефтепродуктов, детергентов, удобрений и средств защиты растений, что вызывает массовую гибель рыбы.
Белое озеро, находясь сравнительно недалеко от крупного промышленного центра — города Череповца, также испытывает на себе и воздействие загрязняющих веществ через воздушный перенос.